# Condado de Lauderdale (Alabama)
El condado de Lauderdale es un condado de Alabama, Estados Unidos. Tiene una población estimada, a mediados de 2021, de 94 043 habitantes.
La sede de condado es Florence.

## Historia
Se fundó el 6 de febrero de 1818.

## Geografía
Según la Oficina del Censo de los Estados Unidos, el condado tiene un área total de 1864 km², de los cuales 1730 km² son de tierra y 134 km² son agua.

### Principales autopistas
- U.S. Highway 43
- U.S. Highway 72
- State Route 17
- State Route 20
- State Route 101

### Condados adyacentes
- Condado de Lawrence (Tennessee) - norte
- Condado de Wayne (Tennessee) - norte
- Condado de Giles (Tennessee) - noreste
- Condado de Limestone (Alabama) - al este a través de Río Elk
- Condado de Lawrence (Alabama) - al sureste a través de Río Tennessee
- Condado de Colbert (Alabama) - al sur a través de Río Tennessee
- Condado de Tishomingo (Misisipi) - al oeste a través del Río Tennessee
- Condado de Hardin (Tennessee) - noroeste

### Ciudades y pueblos
- Anderson
- Florence
- Killen
- Lexington
- Rogersville
- St. Florian
- Underwood-Petersville
- Waterloo
- Zip City

## Demografía
| Población histórica Año Población ±% 1900 26 559 — 1910 30 936 +16.5 % 1920 39 556 +27.9 % 1930 41 130 +4.0 % 1940 46 230 +12.4 % 1950 54 179 +17.2 % 1960 61 622 +13.7 % 1970 68 111 +10.5 % 1980 80 546 +18.3 % 1990 79 661 −1.1 % 2000 87 966 +10.4 % 2021 94 043 +6.9 % |           |         |
| Población histórica |           |         |
| Año | Población | ±%      |
| 1900 | 26 559    | —       |
| 1910 | 30 936    | +16.5 % |
| 1920 | 39 556    | +27.9 % |
| 1930 | 41 130    | +4.0 %  |
| 1940 | 46 230    | +12.4 % |
| 1950 | 54 179    | +17.2 % |
| 1960 | 61 622    | +13.7 % |
| 1970 | 68 111    | +10.5 % |
| 1980 | 80 546    | +18.3 % |
| 1990 | 79 661    | −1.1 %  |
| 2000 | 87 966    | +10.4 % |
| 2021 | 94 043    | +6.9 %  |

### Censo de 2020
Según el censo de 2020, en ese momento la población del condado era de 93 564 habitantes. 
| Raza                   | Núm.   | Porc.  |
| ---------------------- | ------ | ------ |
| Blancos                | 77 141 | 82.45% |
| Afroamericanos         | 9243   | 9.88%  |
| Amerindios             | 368    | 0.39%  |
| Asiáticos              | 770    | 0.82%  |
| Isleños del Pacífico   | 32     | 0.03%  |
| Otras razas            | 1552   | 1.66%  |
| De una mezcla de razas | 4458   | 4.76%  |

Del total de la población, el 3.29% son hispanos o latinos de cualquier raza.